# Бейджент, Майкл
Ма́йкл Бе́йджент (англ. Michael Baigent, при рождении Майкл Ба́рри Михан (англ. Michael Barry Meehan); 27 февраля 1948 — 17 июня 2013) — новозеландский писатель, автор нескольких книг в жанре, который в России называют «альтернативной историей». Один из авторов книги «Святая Кровь и Святой Грааль», участник тяжбы против Дэна Брауна, написавшего роман «Код да Винчи».

## Биография
Родился 27 февраля 1948 года в Нельсоне и провёл детство в Матуеке и Уэйкфилде Он был воспитан как католик и посещал церковь три раза в неделю, а также начиная с пяти лет изучал вместе с наставником католическую теологию. Его отец оставил семью, когда Майклу было восемь лет и тогда он со своей матерью перебрался к дедушке Льюису Бейдженту, который был владельцем лесопилки, и взял его фамилию. Его прадедушка Генри Бейджент был создателем лесоводческой компании «H. Baigent and Sons».
Бейджент получил полное среднее образование в Нельсонском колледже и поступил в Университет Кентербери в Крайстчерче намереваясь после окончания продолжить семейное дело, но увлёкся изучением сравнительного религиоведения и философии, буддизма, индуизма и христианства. Он путешествовал в Австралию и Юго-Восточную Азию, иногда живя под открытым небом. Затем он вернулся к учёбе и окончил Оклендский университет, получив степень бакалавра гуманитарных наук по психологии.
Некоторое время он работал в фотографическом отделе BBC, а также в ночную смену на заводе безалкогольных напитков.
В 1977—1979 годы совместно с Генри Линкольном и Ричардом Ли Henry подготовил документальный фильм «Тень тамплиеров» (англ. The Shadow of the Templars), который был показан в серии `Chronicle’ на BBC.
В 1989—1992 годы выступил в качестве одного из организаторов ежегодных археологических раскопок и исследований пещер Кумрана и западного побережья Мёртвого моря, проводившихся Университетом штата Калифорния в Лонг-Бич.
В 1998—2005 годы — лектор и руководитель туристических поездок по храмам, пирамидам и захоронениям Древнего Египта.
В 2000 году Бейджент окончил Кентский университет, получил степень магистра гуманитарных наук по мистицизму и религиозному опыту за диссертацию «Символ Возрождения. Смысл треугольника, содержащего еврейское имя Бога» (англ. A Renaissance Symbol. The Meaning of the Triangle containing the Hebrew Name of God).
Был масоном и великим офицером Объединённой великой ложи Англии. С 2001 года был редактором журнала «Freemasonry Today» (с 2008 года — официальное издание Объединённой великой ложи Англии), который он использовал как площадку для пропаганды более либерального отношения к масонству. Также он был попечителем Канонберийского масонского исследовательского центра.
Он проживал в Бате вместе со своей женой Джейн и двумя дочерьми. Умер от внутримозгового кровоизлияния.

## «Святая Кровь и Святой Грааль»
В 1976 году Бейджент приехал в Великобританию, где познакомился с Ричардом Ли, ставшим его соседом по комнате и частным соавтором. Ли рассказал ему о предполагаемой тайне Рен-ле-Шато и Бейджент стал заниматься изучением этого вопроса. В том же десятилетии Ли представил Бейджента британскому телесценаристу Генри Линкольну, который читал лекции в летней школе. Все трое обнаружили общую увлечённость историей тамплиеров и взяв на вооружение их гипотезу о родословной Иисуса стали выступать с лекциями, которые в 1982 году легли в основу книги «Святая Кровь и Святой Грааль».
Выйдя 18 января 1982 года из печати книга «Святая Кровь и Святой Грааль» стала источником популяризации гипотезы о том, что истинный смысл истории с Граалем заключается в том, что Иисус Христос и Мария Магдалина имели общего ребёнка, который первый из родословной породнился с династией франкских монархов Меровингов и имел связи с Приоратом Сиона. Эти же идеи позднее были заимствованы Дэном Брауном для написания Кода да Винчи.
Гипотеза о том, что Иисус и Мария Магдалина находились в близких телесных отношениях основано на истолковании Бейджентом священного поцелуя (как правило, между мужчинами в ранних христианских времен, что таким образом, показывало равенство Марии) и духовного брака, о которых сообщается в апокрифическом Евангелии от Филиппа. Эта гипотеза была увековечена Лоренсом Гарднером и Маргарет Старбёрд.
На следующий день после публикации авторы участвовали на BBC в дебатах с епископом Бирмингемским Хью Монтефиоре и писательницей Мариной Уорнер. Книга быстро стала бестселлером и получила продолжение в виде сиквела «Мессианское наследие» (англ. The Messianic Legacy).
Книга была оценена как «работа, окончательно разоблачённая учёными и критиками» и названа «одной из крупнейших популярных псевдоисторических работ» в рецензии New York Times Book Review. Историк Ричард Уильям Барбер отмечает: «Книга будет иметь успех до тех пор, пока некто разоблачит и разберёт „Святая Кровь и Святой Грааль“ шаг за шагом: это, по сути, текст, который исходит из косвенных намёков, но не из неопровержимости в научных дискуссиях».
Позднее в соавторстве с Ли Бейджент выпустил ряд книг, включая «Обман рукописей Мёртвого моря» вышедшую в 1991 году, где они среди прочего представили спорные теории Роберта Эйзенмана о толковании рукописей.

## Иск против Дэна Брауна
Некоторые из идей, изложенные в книге «Святая Кровь и Святой Грааль» были включены Дэном Брауном в сюжет романа «Код да Винчи».
В своём произведении, Браун назвал одного из главных антагонистов британский королевский историк, королевский рыцарь и исследователь истории Грааля, кавалер Ордена Британской империи Ли Тибинг, так известный как Учитель, назван так в честь авторов «Святая Кровь и Святой Грааль». Его имя образовано из фамилии Ричарда Ли, а фамилия является анаграммой фамилии Бейджента.
В марте 2006 года Ли и Бейджент начали судебную тяжбу в Великобритании против издательства Random House, выпустившего «Код да Винчи», обвиняя его в нарушении авторского права, а Брауна в плагиате.
Одновременно с судебным иском о плагиате Бейджент представил свою новую книгу «Рукописи Иисуса». Критики выяснили, что это обычная переработка «Святая Кровь и Святой Грааль» приуроченная к выходу фильма «Код да Винчи», а судебная тяжба всего лишь ловкий рекламно-маркетинговым ход с целью получить необходимое внимание. В свою очередь Бейджент в послесловии английского издания своей книги на странице 355 писал, что дата релиза книги была установлена издательством Harper Collins задолго до известных событий.
7 апреля 2006 года судья Верховного суда Великобритании сэр Питер Уинстон Смит отклонил иск Ли и Бейджента о нарушении авторских прав и Браун выиграл дело. 28 марта 2007 года Ли и Бейджент проиграли апелляцию и столкнулись с необходимостью выплатить около 3 миллионов фунтов стерлингов.

## Книги

### Моноиздания
- Ancient Traces: Mysteries in Ancient and Early History (1998) ISBN 0-670-87454-X
- The Jesus Papers: Exposing the Greatest Cover-Up in History[англ.] (2006) ISBN 0-06-082713-0
- From the Omens of Babylon: Astrology and Ancient Mesopotamia (1994) ISBN 0-14-019480-0. 2nd edition published as Astrology in Ancient Mesopotamia: The Science of Omens and the Knowledge of the Heavens (2015) ISBN 978-1591432210
- Racing Toward Armageddon: The Three Great Religions and the Plot to End the World (2009)

### В соавторстве с Ричардом Ли и Генри Линкольном
- The Holy Blood and the Holy Grail, 1982, UK ISBN 0-09-968241-9
  - U.S. paperback: Holy Blood, Holy Grail, 1983, Dell. ISBN 0-440-13648-2
- The Messianic Legacy[англ.], 1986

### В соавторстве с Ричардом Ли
- The Temple and the Lodge[англ.], 1989, ISBN 0-552-13596-8
- The Dead Sea Scrolls Deception[англ.], 1991
- Secret Germany: Claus Von Stauffenberg and the true story of Operation Valkyrie, 1994
- The Elixir and the Stone: The Tradition of Magic and Alchemy, 1997
- The Inquisition. 1999

### В соавторстве с другими
- Mundane Astrology: Introduction to the Astrology of Nations and Groups (co-written with Nicholas Campion[англ.] and Charles Harvey) 1984 (reissued expanded edition, 1992)
- The Astrological Journal (Winter 1983-84, Vol. 26, No. 1) with Roy Alexander, Fiona Griffiths, Charles Harvey, Suzi Lilley-Harvey, Esme Williams, David Hamblin, and Zach Mathews, 1983
- Freemasonry Today, (editor) 2001-2011

### Переводы на русский язык
- Бейджент М., Лей Р., Линкольн Г. Святая кровь и Святой Грааль / Пер. с англ.. — М.: Изд. дом "КРОН-пресс", 1997. — 479 с. — ISBN 5-232-00559-6.
- Бейджент М., Ли Р. Инквизиция: Святая инквизиция: хранители веры или палачи прогресса / Пер. с англ. А. Озерова. — М.: Эксмо, 2003. — 348 с. — (Тайны древних цивилизаций). — ISBN 5-699-02271-6.
- Бейджент М., Ли Р. Храм и ложа: От тамплиеров до масонов: История ордена от 1307 г. до наших дней / Пер. с англ. — М.: Эксмо. — 351 с. — (Тайны древних цивилизаций). — ISBN 5699046097.
- Бейджент М. Запретная археология: Сенсации, и мистификации древней и ранней истории / Пер. с англ. А. Озерова. — М.: Эксмо, 2004. — 316 с. — (Тайны древних цивилизаций). — ISBN 5-699-04989-4.
- Бейджент М., Ли Р. Эликсир и камень: традиции магии и алхимии / Пер. с англ. Ю. Гольдберга. — М.: Эксмо, 2004. — 412 с. — (Тайны древних цивилизаций). — ISBN 5-699-05244-5.
- Бейджент М., Ли Р. Свитки Мёртвого моря: сакральные тайны: от Земли обетованной до Ватикана / Пер. с англ. С. Головой, А. Голова. — М.: Эксмо, 2005. — 381 с. — (Тайны древних цивилизаций). — ISBN 5-699-11088-7.
- Бейджент М., Ли Р., Линкольн Г. Святая Кровь и Святой Грааль / Пер. с англ. О. Фадиной, А. Костровой. — М.: Эксмо, 2005. — 494 с. — (Тайны древних цивилизаций). — ISBN 5-699-13933-8.
- Бейджент М., Ли Р., Линкольн Г. Мессианское наследие: в ожидании второго Пришествия / Пер. с англ. С. Головой, А. Голова. — М.: Эксмо, 2005. — 507 с. — (Тайны древних цивилизаций). — ISBN 5-699-14032-8.
- Бейджент М., Ли Р. Цепные псы церкви: инквизиция на службе Ватикана / Пер. с англ. А. Озерова. — М.: Эксмо, 2006. — 347 с. — (Тайны древних цивилизаций). — ISBN 5-699-14845-0.
- Бейджент М. Бумаги Иисуса: жизнь после распятия: новая сенсационная версия возникновения христианства, свидетельства, проливающие свет на мрачные тайны одной из основных религий мира / Пер. с англ. Юрия Гольдберга. — М.: Эксмо, 2008. — 350 с. — (Тайны древних цивилизаций). — ISBN 978-5-699-25350-0.